# It Keeps Rainin'
"It Keeps Rainin'" is een nummer van de Amerikaanse muzikant Fats Domino. Het verscheen op zijn album I Miss You So uit 1961. In mei van dat jaar werd het uitgebracht als de tweede single van het album. In 1993 werd het gecoverd door de Britse zanger Bitty McLean voor zijn debuutalbum Just to Let You Know.... Op 19 juli van dat jaar kwam het uit als zijn eerste single.

## Achtergrond

### Originele versie
"It Keeps Rainin'" is geschreven door Dave Bartholomew, Fats Domino en Bobby Charles en geproduceerd door Bartholomew. Het is een van de vele mede door Charles geschreven nummers die Fats Domino opnam, met "Walking to New Orleans" als ander voorbeeld. Oorspronkelijk kende het een andere tekst en had het de titel "Little Rascal". Charles nam een demo op en stuurde deze naar Detroit, waar Domino op dat moment optrad. Zijn stem werd echter gewist van deze opname en Domino schreef een nieuwe tekst op de melodie met de titel "It Keeps Rainin'". Charles bleef volhouden dat hij zijn tekst beter vond, maar deze versie werd nooit uitgebracht.
"It Keeps Rainin'" werd uitgebracht als single en bereikte plaats 23 in de Amerikaanse Billboard Hot 100 en plaats 49 in de Britse UK Singles Chart.

### Versie Bitty McLean
In 1993 werd het nummer gecoverd door de reggaemuzikant Bitty McLean, destijds producer en achtergrondzanger van UB40, onder de titel "It Keeps Rainin' (Tears from My Eyes)". Het verscheen op zijn debuutalbum als solo-artiest, genaamd Just to Let You Know....
"It Keeps Rainin' (Tears from My Eyes)" verscheen in de versie van McLean eveneens als single en werd zijn grootste hit. Het piekte op de tweede plaats in de UK Singles Chart en werd in onder meer Nieuw-Zeeland een nummer 1-hit. Ook kwam het in Ierland, IJsland, Oostenrijk in de top 10 terecht. In Nederland kwam het tot de eerste plaats in zowel de Top 40 als de Mega Top 50, terwijl in Vlaanderen de derde positie in een voorloper van de Ultratop 50 werd gehaald.

## Hitnoteringen
Alle hitnoteringen zijn gehaald door de versie van Bitty McLean.

### Nederlandse Top 40
| Hitnotering: 11-09-1993 t/m 04-12-1993 | Hitnotering: 11-09-1993 t/m 04-12-1993 | Hitnotering: 11-09-1993 t/m 04-12-1993 | Hitnotering: 11-09-1993 t/m 04-12-1993 | Hitnotering: 11-09-1993 t/m 04-12-1993 | Hitnotering: 11-09-1993 t/m 04-12-1993 | Hitnotering: 11-09-1993 t/m 04-12-1993 | Hitnotering: 11-09-1993 t/m 04-12-1993 | Hitnotering: 11-09-1993 t/m 04-12-1993 | Hitnotering: 11-09-1993 t/m 04-12-1993 | Hitnotering: 11-09-1993 t/m 04-12-1993 | Hitnotering: 11-09-1993 t/m 04-12-1993 | Hitnotering: 11-09-1993 t/m 04-12-1993 | Hitnotering: 11-09-1993 t/m 04-12-1993 | Hitnotering: 11-09-1993 t/m 04-12-1993 |
| Week                                   | 1                                      | 2                                      | 3                                      | 4                                      | 5                                      | 6                                      | 7                                      | 8                                      | 9                                      | 10                                     | 11                                     | 12                                     | 13                                     |                                        |
| -------------------------------------- | -------------------------------------- | -------------------------------------- | -------------------------------------- | -------------------------------------- | -------------------------------------- | -------------------------------------- | -------------------------------------- | -------------------------------------- | -------------------------------------- | -------------------------------------- | -------------------------------------- | -------------------------------------- | -------------------------------------- | -------------------------------------- |
| Nummer                                 | 29                                     | 13                                     | 7                                      | 4                                      | 3                                      | 1                                      | 1                                      | 2                                      | 3                                      | 5                                      | 10                                     | 22                                     | 38                                     | uit                                    |

### Mega Top 50
| Hitnotering: 11-09-1993 t/m 04-12-1993 | Hitnotering: 11-09-1993 t/m 04-12-1993 | Hitnotering: 11-09-1993 t/m 04-12-1993 | Hitnotering: 11-09-1993 t/m 04-12-1993 | Hitnotering: 11-09-1993 t/m 04-12-1993 | Hitnotering: 11-09-1993 t/m 04-12-1993 | Hitnotering: 11-09-1993 t/m 04-12-1993 | Hitnotering: 11-09-1993 t/m 04-12-1993 | Hitnotering: 11-09-1993 t/m 04-12-1993 | Hitnotering: 11-09-1993 t/m 04-12-1993 | Hitnotering: 11-09-1993 t/m 04-12-1993 | Hitnotering: 11-09-1993 t/m 04-12-1993 | Hitnotering: 11-09-1993 t/m 04-12-1993 | Hitnotering: 11-09-1993 t/m 04-12-1993 | Hitnotering: 11-09-1993 t/m 04-12-1993 |
| Week                                   | 1                                      | 2                                      | 3                                      | 4                                      | 5                                      | 6                                      | 7                                      | 8                                      | 9                                      | 10                                     | 11                                     | 12                                     | 13                                     |                                        |
| -------------------------------------- | -------------------------------------- | -------------------------------------- | -------------------------------------- | -------------------------------------- | -------------------------------------- | -------------------------------------- | -------------------------------------- | -------------------------------------- | -------------------------------------- | -------------------------------------- | -------------------------------------- | -------------------------------------- | -------------------------------------- | -------------------------------------- |
| Nummer                                 | 39                                     | 22                                     | 15                                     | 4                                      | 2                                      | 1                                      | 1                                      | 4                                      | 7                                      | 7                                      | 20                                     | 27                                     | 47                                     | uit                                    |